# Dagmar Švubová
Dagmar Švubová (née Palečková le 9 août 1958) est une ancienne fondeuse tchèque.

## Palmarès
- Jeux olympiques d'hiver
  - Jeux Olympiques 1984 à Sarajevo  Yougoslavie:
    -  Médaille d'argent en relais 4 × 5 km.